# جوري (لاعب كرة قدم)
جوري هو لاعب كرة قدم برازيلي في مركز حراسة المرمى، ولد في 13 مارس 1996 في غوفيرنادور فالاداريس في البرازيل. لعب مع Guarani Esporte Clube (CE) ‏.

## وصلات خارجية
- جوري (لاعب كرة قدم) على موقع قاعدة بيانات كرة القدم.إي يو (الإنجليزية)